# 馬暁丹
馬 暁丹（マー・シャオダン、繁体字中国語: 马 晓丹、英語: Ma Xiaodan、1998年5月20日 - ）は、中国の女子ラグビー選手。

## プロフィール
- 中国出身[1]。
- ポジションはセンター(CTB)。
- 身長 175cm、体重 70kg

## 略歴
2024年、パリ五輪の7人制女子中国代表に選ばれた。